# Ducat de Villena
El ducat de Villena va ser un títol nobiliari concedit el 1420 pel rei Joan II de Castella al seu cosí Enric d'Aragó, comte d'Empúries. Va ser creat sobre un títol homònim que, antigament, havia estat un marquesat, atorgat a Alfons d'Aragó, net de Jaume el Just, el qual va quedar extingit. El títol feia referència a la població de Villena, actualment valenciana. Després del fracàs de la rebel·lió d'Enric contra el monarca a la batalla d'Olmedo, aquest va confiscar tots els seus béns i títols d'origen castellà el 1445, amb la qual cosa el títol va quedar totalment extingit. Poc després, Joan II va crear novament el títol del marquesat de Villena, en la persona de Juan Pacheco.